# Pseudotremia eburnea
Pseudotremia eburnea är en mångfotingart som beskrevs av Loomis 1939. Pseudotremia eburnea ingår i släktet Pseudotremia och familjen Cleidogonidae. Inga underarter finns listade i Catalogue of Life.